# Landschaftsschutzgebiet Rüstjer Forst
Das Landschaftsschutzgebiet Rüstjer Forst bezeichnet ein Landschaftsschutzgebiet (LSG) in den niedersächsischen Gemeinden Deinste, Dollern, Horneburg, Harsefeld und der Hansestadt Stade von insgesamt 2,098 Hektar. Es überlagert im Norden das Naturschutzgebiet (NSG) Feerner Moor und Teile des NSG Steinbeck.
Mit Verordnung vom 2. Mai 1973 wurde das Gebiet dem Schutz des als Landesrecht fortgeltenden Reichsnaturschutzgesetzes unterstellt. Zwischenzeitlich finden die §§ 22 und 26 Bundesnaturschutzgesetz (BNatSchG) und §§ 14 und 19 Niedersächsisches Ausführungsgesetz zum Bundesnaturschutzgesetz (NAGBNatSchG) Anwendung. 
Das LSG Rüstjer Forst besteht aus einem geschlossenen Waldgebiet, das im 19. Jahrhundert auf einer weiten Heidelandschaft, die von Kleinst- und Schlattmooren durchsetzt war, aufgeforstet wurde. Hauptsächlich durch Nadelbäume dominiert befinden sich im westlichen Teil bei Helmste und im Osten auch Laubwaldbestände. Einbezogen in das LSG sind anschließende Feldfluren, die überwiegend ackerbaulich genutzt werden und durch Gehölzstrukturen gegliedert sind, wie im Bereich zwischen Horneburg und Dollern und das NSG Feerner Holz im Norden.
Durch den Wald verläuft von Nordwesten nach Südosten die Kreisstraße 44. Eine Inanspruchnahme für den Bau der Bundesautobahn 26 erfolgte letztlich nicht.
Der Rüstjer Forst ist ein beliebtes Naherholungsgebiet für Wanderer und Radfahrer.